# Cronia
Las Cronia (en griego antiguo Κρόνια) fueron una festividad que, en la antigua Grecia se celebró en Atenas y Tebas, durante la época de la cosecha, en honor al titán Crono, cuyo culto se decía que había sido introducido en el Ática por Cécrope. El festival tenía lugar el duodécimo día del mes de Hecatombeón (Ἑκατομβαιών), que, en una época muy antigua de la historia del Ática, llevaba el nombre de μην Κρονιων (‘mes de Crono’).
En la isla de Rodas también se celebraba una fiesta en honor de Crono —quizá el fenicio Moloch— a quien se ofrecían sacrificios humanos, normalmente de criminales. Esta fiesta de celebraba el dieciséis del mes de Metagitnión (Μεταγειτνιών).
Durante estas fiestas, las distinciones sociales se invertían. Los esclavos eran servidos por sus señores, y se les permitía hacer todo el ruido que quisieran. Las celebraciones eran en honor a la Edad de oro de la mitología griega, en la que los humanos vivían en paz y sin necesidad de trabajar. La raza de oro habría existido durante el reinado de Crono, y es por eso que dicha fiesta lleva su nombre. 
Cuando los escritores griegos aludían a las Saturnales romanas, les daban el nombre de Κρόνια: en los tiempos antiguos se habrían parecido realmente a las Saturnalia romanas, en especial en las manifestaciones de excesiva alegría.